# La Rambla (Barcelona)

Les Rambles in Barcelona

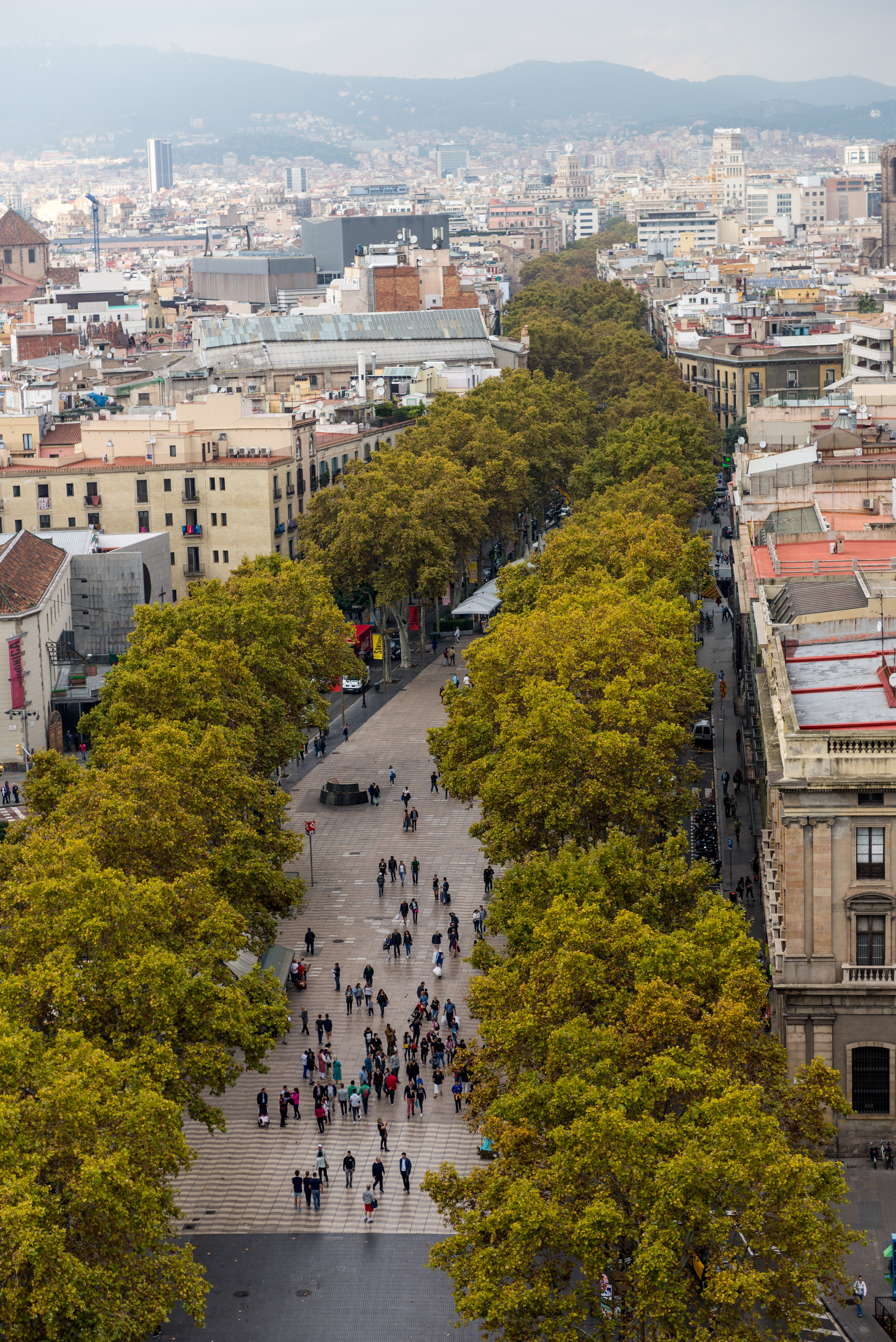
Blick von der Kolumbus-Säule am Hafen auf die Rambles Richtung Nordwesten

La Rambla (katalanischer und spanischer Singular), auch bekannt als Les Rambles (katalanischer Plural) oder Las Ramblas (spanischer Plural) ist eine rund 1,2 Kilometer lange Promenade im Zentrum von Barcelona, die den Plaça de Catalunya mit dem Alten Hafen verbindet. Sie wird zu beiden Seiten von Fahrbahnen für den Individual- und Busverkehr sowie von teils prächtigen und historischen Bauten flankiert. Nordöstlich der Rambla erstreckt sich das Altstadtviertel Barri Gòtic, südwestlich der ebenfalls zur Altstadt gehörende Stadtteil El Raval.

## Geschichte
In Spanien gibt es zahlreiche Straßen namens Rambla – im ursprünglichen Wortsinn ist damit ein Flussbett gemeint, das den größten Teil des Jahres ausgetrocknet ist und somit als Straße genutzt werden kann. Nur während der Schneeschmelze im Frühling oder bei starkem Regen führen diese Ramblas Wasser, welches vom Gebirge Richtung Meer abfließt. Dementsprechend soll auch die hier beschriebene Rambla das Bett eines Flusses namens Malla gewesen sein. Gesicherte Beweise dafür gibt es aber nicht. Den unbestätigten Theorien zufolge sei der Fluss Malla im Mittelalter nach Norden umgeleitet worden, um die Rambla dauerhaft trockenzulegen.
Der katalanische Geograph Pau Vila i Dinarès vermutete jedoch, dass es nie einen Fluss Malla gab und die Fluss-Theorie lediglich auf einer Fehlinterpretation des hispano-arabischen Lehnwortes rambla = Flussbett beruhe. Umgangssprachlich werden nämlich nicht nur die oben beschriebenen Flussbetten als Rambla bezeichnet, sondern der Begriff steht pauschal für breite, meist von Bäumen flankierte Straßen und ist somit lediglich ein Synonym für Begriffe wie Boulevard, Promenade oder Allee. Gesichert ist hingegen, dass die hier beschriebene Rambla jahrhundertelang als Abwasserkanal genutzt wurde.
Im späten Mittelalter hatte sich das bebaute Gebiet Barcelonas in südwestlicher Richtung bis zur Rambla hin ausgedehnt. 1295 wurde deshalb eine Stadtmauer am Rande der Rambla gebaut. Auch nach der Eingemeindung von El Raval (1360) blieb diese Mauer erhalten, wurde modernisiert und bildete mehr als 400 Jahre lang eine Barriere zwischen El Raval und dem Rest der Stadt. Beidseits dieser Mauer siedelten sich zahlreiche Klöster an – vor allem im Zuge der Gegenreformation ab der zweiten Hälfte des 16. Jahrhunderts. Erst mit dem Abriss dieser innerstädtischen Mauer (1704 bis 1829) begann die Umgestaltung der Rambla in eine Promenade moderner Prägung. Die meisten Klöster wurden während der Unruhen von 1835 (den Bullangues) gestürmt, geplündert und abgebrannt. Die anschließende Desamortisation löste die Kirchengüter auf. Auf den freien Flächen entstanden daraufhin einige noch heute bestehende Bauten und Plätze wie das Gran Teatre del Liceu (1844), der Mercat de la Boqueria (1836) oder der Plaça Reial (1848).
1703 wurden die Rambles erstmals mit Bäumen bepflanzt (Pappeln und Espen). Ab 1859 wurden diese Bäume gefällt und durch Platanen aus der Region Girona ersetzt. 1860 wurde der Brunnen Font de Canaletes eingeweiht. Seit 1853 ist es offiziell gestattet, auf der Rambla Blumen zu verkaufen – die Tradition setzt sich bis heute in der Rambla de les Flors fort. Ab 1872 fuhr die erste Straßenbahn Barcelonas vom Hafen über die Rambla bis nach Gràcia.
Anlässlich der Olympischen Sommerspiele 1992 führte über die Promenade die Strecke des Marathonlaufs.
Beim Terroranschlag in Barcelona am 17. August 2017 wurden auf der Promenade mindestens 13 Menschen getötet und über 100 verletzt.

## Name
Rambla, ein Lehnwort aus dem Arabischen, bedeutet Flussbett. Dementsprechend müsste man für den berühmtesten Boulevard Barcelonas den Singular verwenden: la rambla = das Flussbett. Da der Boulevard jedoch in relativ regelmäßigen Abständen einen anderen Namenszusatz hat (Rambla de Canaletes, Rambla dels Estudis etc.), wird der Name der gesamten Straße oft auch in den Plural gesetzt: Les Rambles (katalanisch), Las Ramblas (spanisch). Dies ist verwirrend, da es sich nicht um den ehemaligen Verlauf mehrerer Flüsse handelt und auch nicht um mehrere verschiedene Boulevards.

## Abschnitte der Rambla

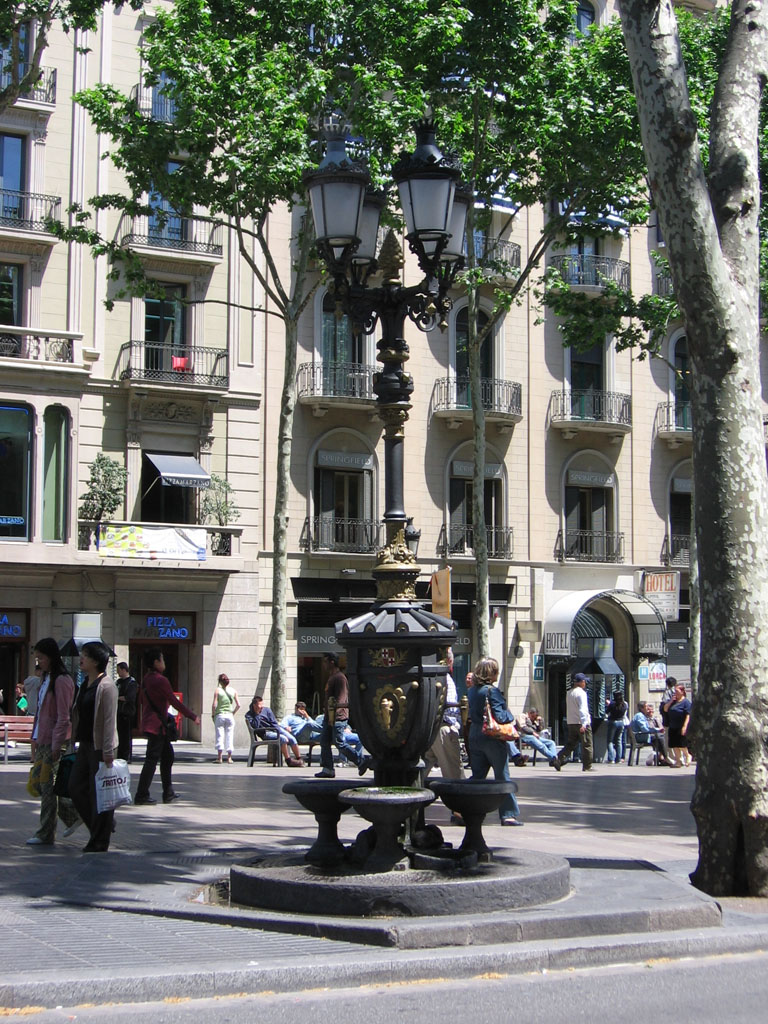
Der Font de Canaletes

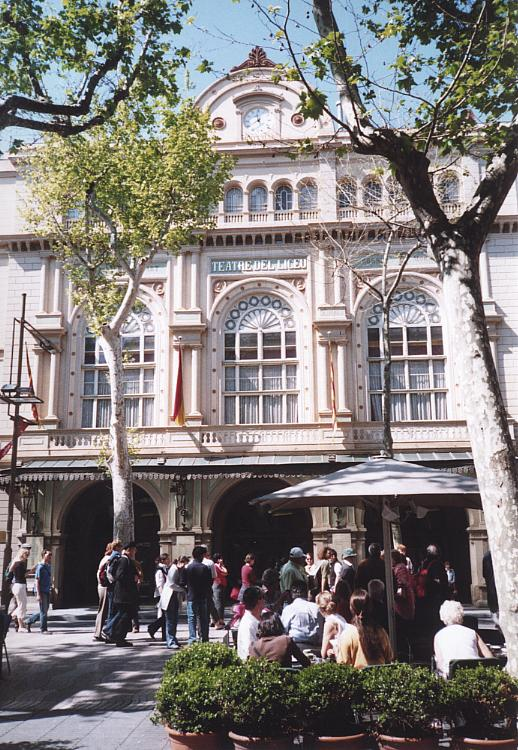
Das Gran Teatre del Liceu an der Rambla dels Caputxins

Jeder Abschnitt ist anders geprägt. So gibt es Blumenhändler zum Beispiel nur in der Rambla de Sant Josep. Straßenkünstler und Musiker findet man auf einem der anderen Straßenabschnitte, auch gab es bis 2013 einen Abschnitt für Tierverkäufer. Nachfolgend sind die einzelnen Abschnitte von der Plaça de Catalunya in Richtung Hafen aufgelistet.

### Rambla de Canaletes
Die Rambla de Canaletes, die unmittelbar an den Plaça de Catalunya anschließt, ist bekannt für den Font de Canaletes – die Legende besagt: Wer aus diesem Brunnen trinkt, kommt stets zurück nach Barcelona. Dieser Teil der Rambles ist ein beliebter Treffpunkt der Fans des FC Barcelona. Der Name leitet sich ab von den Wasserkanälen (katalanisch: canaletes), die in die direkt angrenzende Stadtmauer integriert waren.

### Rambla dels Estudis
In früheren Zeiten säumten viele Hochschulgebäude diesen Abschnitt, daher der Name. Heute ist von diesen Lehreinrichtungen nur noch die Wissenschaftsakademie Reial Acadèmia de Ciències i Arts de Barcelona: La RACAB (Hausnummer 115) erhalten.

### Rambla de Sant Josep
Dieser Abschnitt ist benannt nach dem ehemaligen Josefiner-Kloster, auf dessen Terrain sich heute der Mercat de la Boqueria befindet. Dieses Stück der Straße wird wegen der zahlreichen fest installierten Blumenstände im Volksmund auch Rambla de les Flors (Blumen-Rambla) genannt. Die Blumenverkäufer gehören organisatorisch zu den Händlern des Boqueria-Marktes – aus Platzgründen verkaufen sie ihre Blumen aber nicht direkt in der Markthalle, sondern auf der Promenade.

### Rambla dels Caputxins
An diesem Abschnitt liegen unter anderen das Gran Teatre del Liceu und das Cafe de l’Opera. Zudem hat man von hier Zugang zum großzügig angelegten Plaça Reial. Charakteristisch für die Rambla dels Caputxins sind die Kellner, die täglich unzählige Male über die Fahrbahn eilen müssen, um Speisen und Getränke von den Lokalen (im Häuserblock gelegen) zu den Gästen auf der Promenade zu bringen.

### Rambla de Santa Mònica
Die Rambla de Santa Mònica, benannt nach der Patronin des Augustinerordens, welcher hier im 17. Jahrhundert einen Konvent errichten ließ, beschließt die Rambla im Südosten. Sie wird geprägt durch Straßenkünstler in aufwendigen Kostümen und durch einen regelmäßigen Kunstgewerbemarkt. Kurz hinter dem Ende der Rambles steht in einem Kreisverkehr am Hafen die 68 Meter hohe Kolumbussäule. Sie besitzt eine winzige Aussichtsplattform, die über einen Aufzug im Inneren der Säule erreicht werden kann.

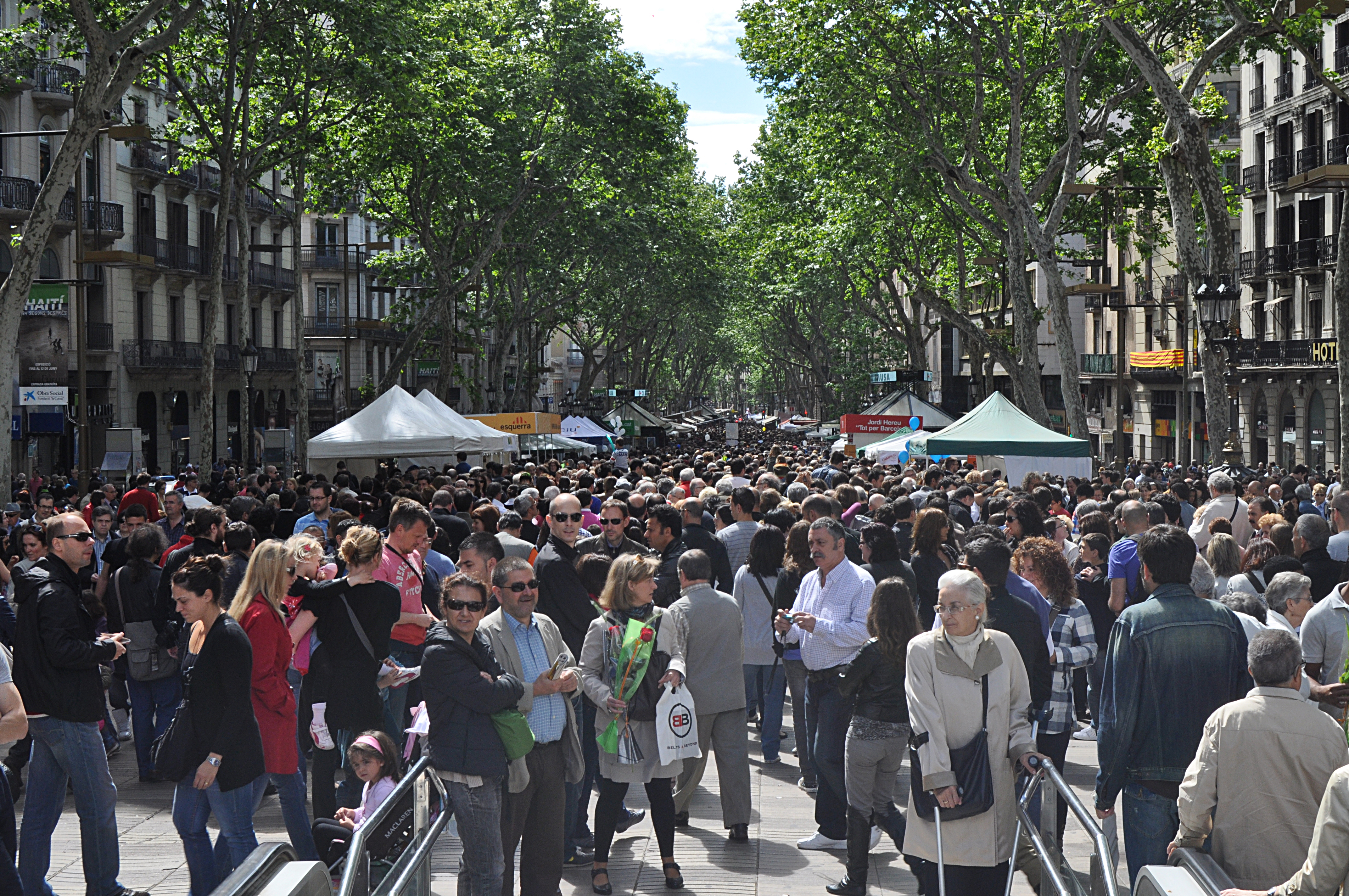
Georgstag
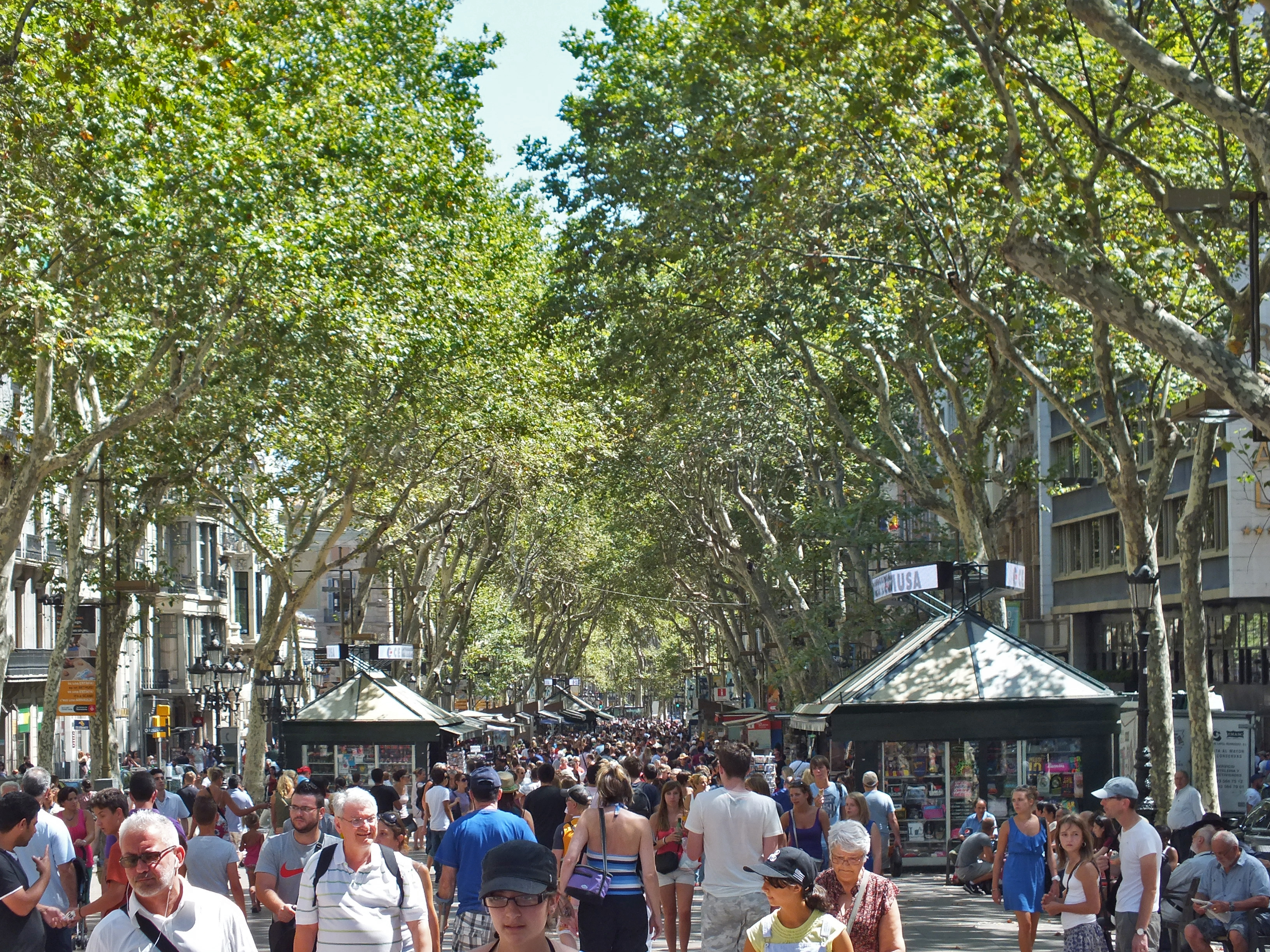
Rambla
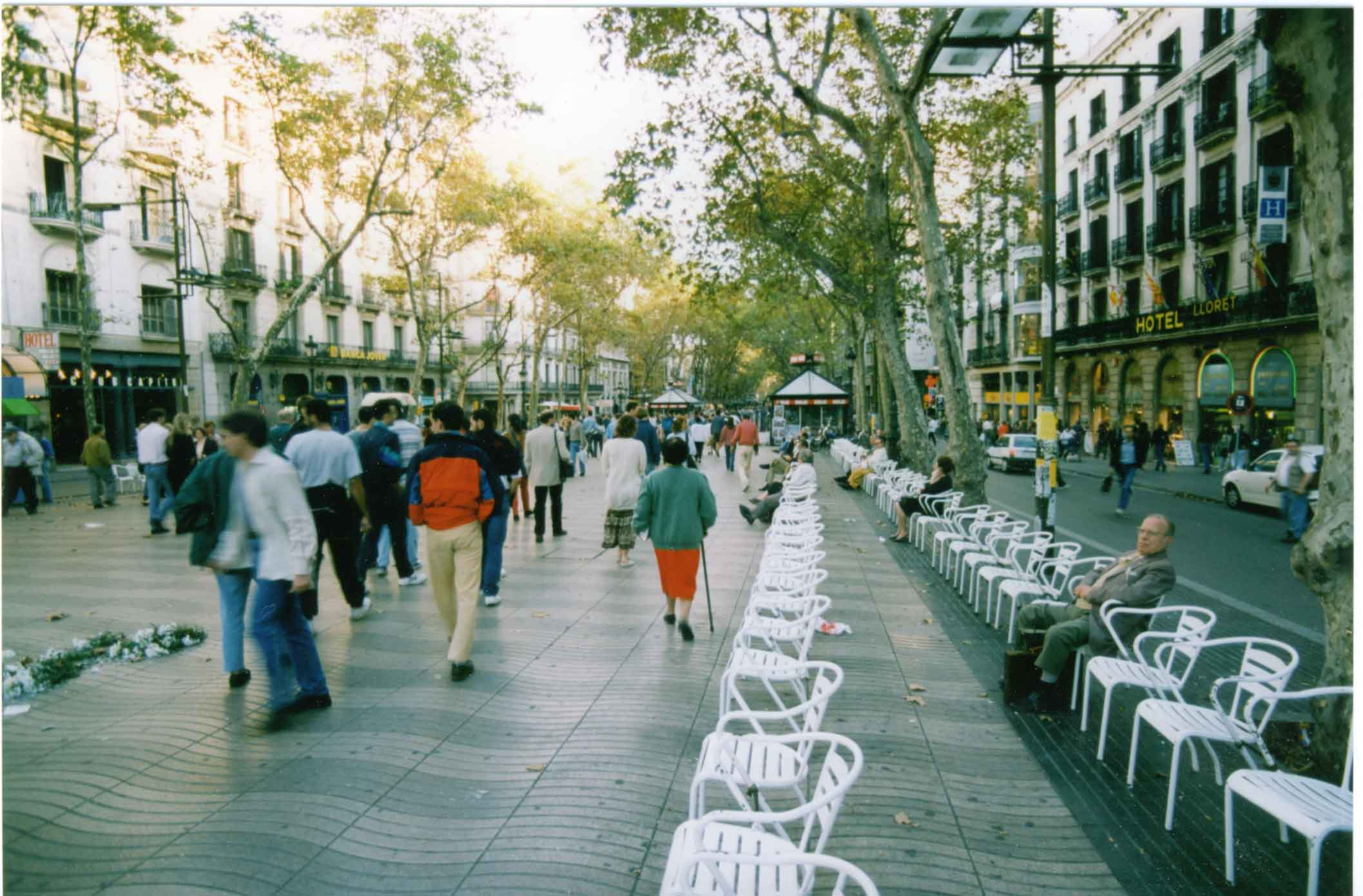
Rambla im Norden
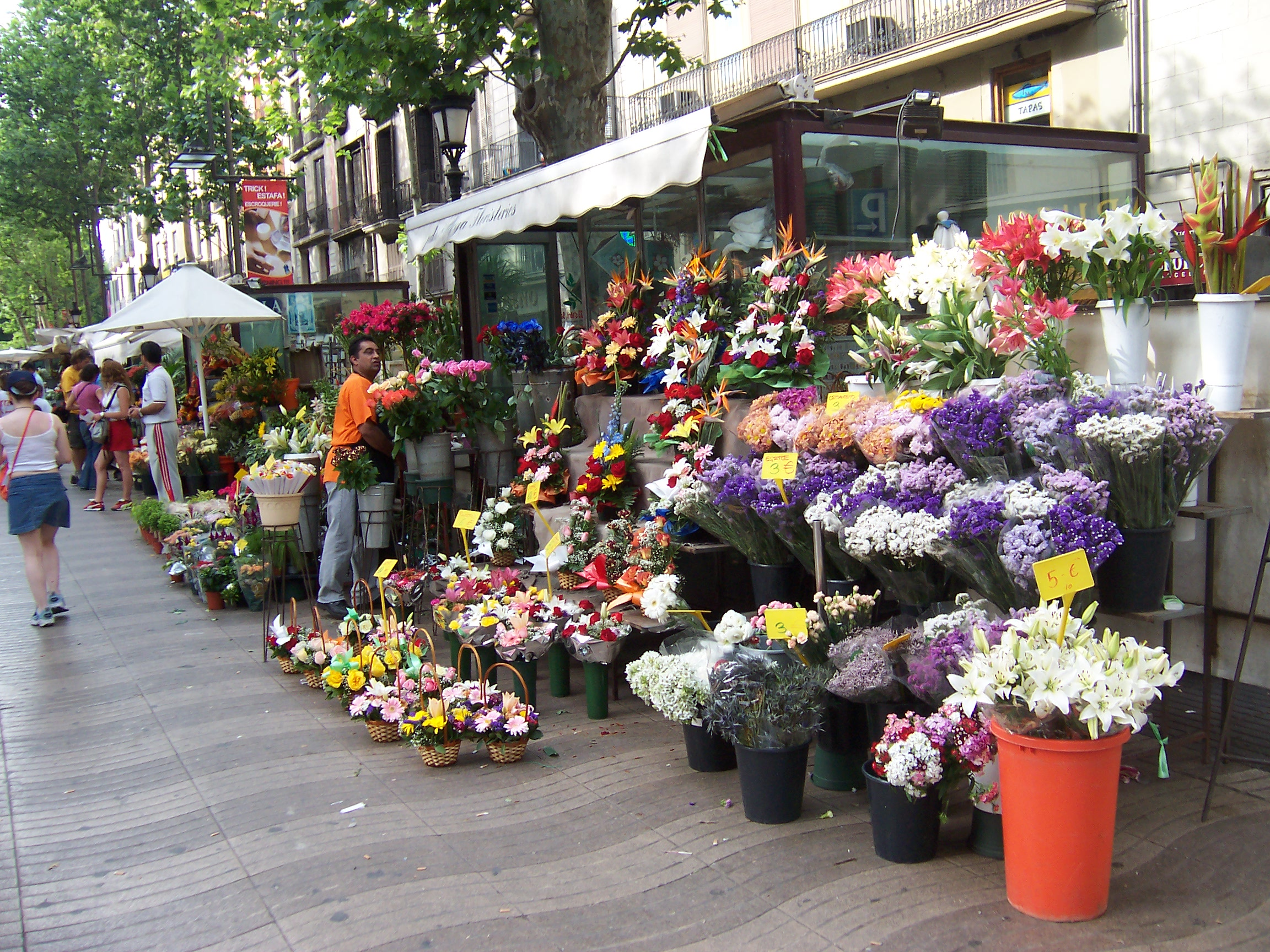
Rambla de Sant Josep
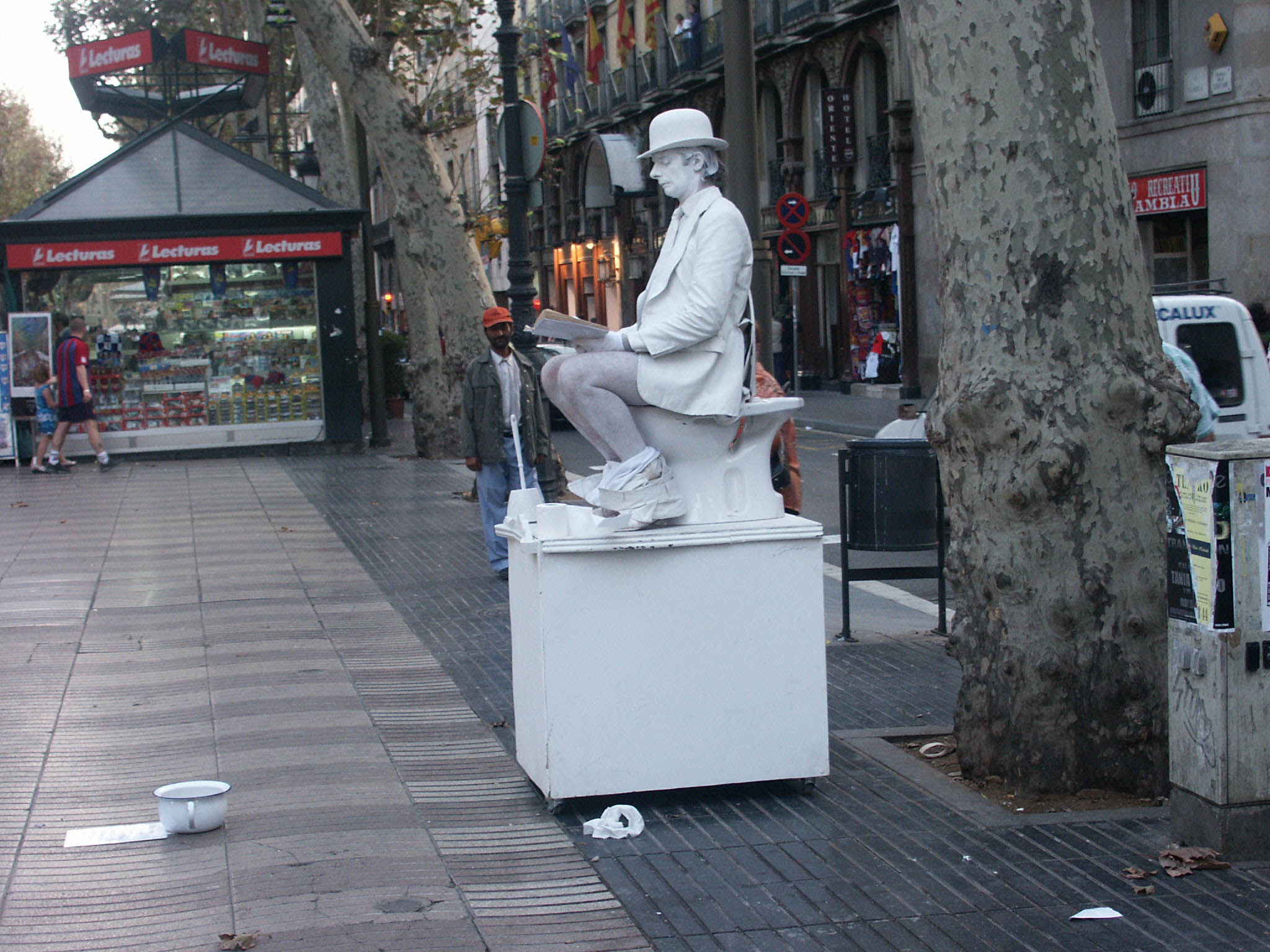
Straßenkünstler auf den Rambles
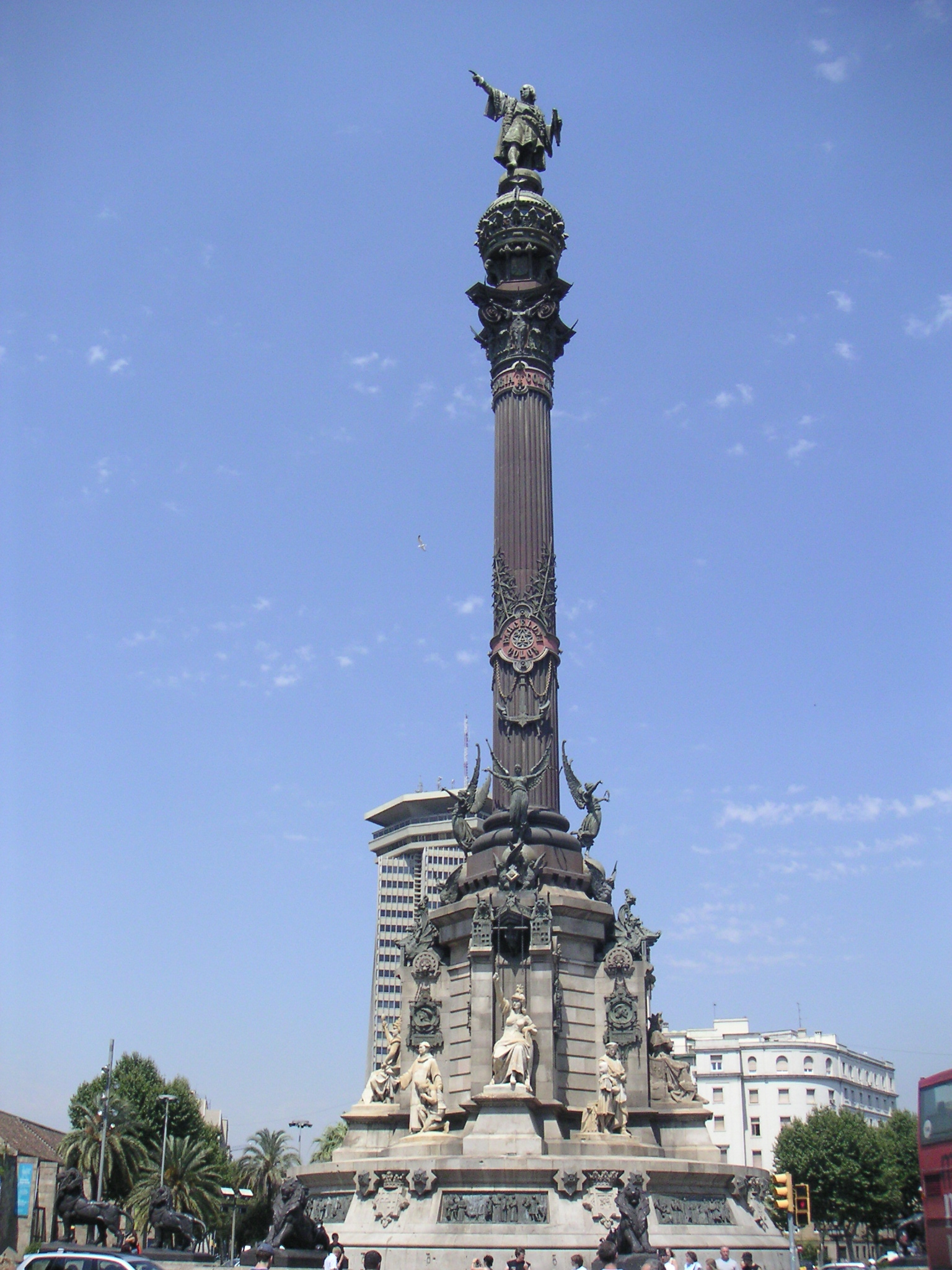
Die Kolumbussäule am Ende der Rambla de Santa Mònica
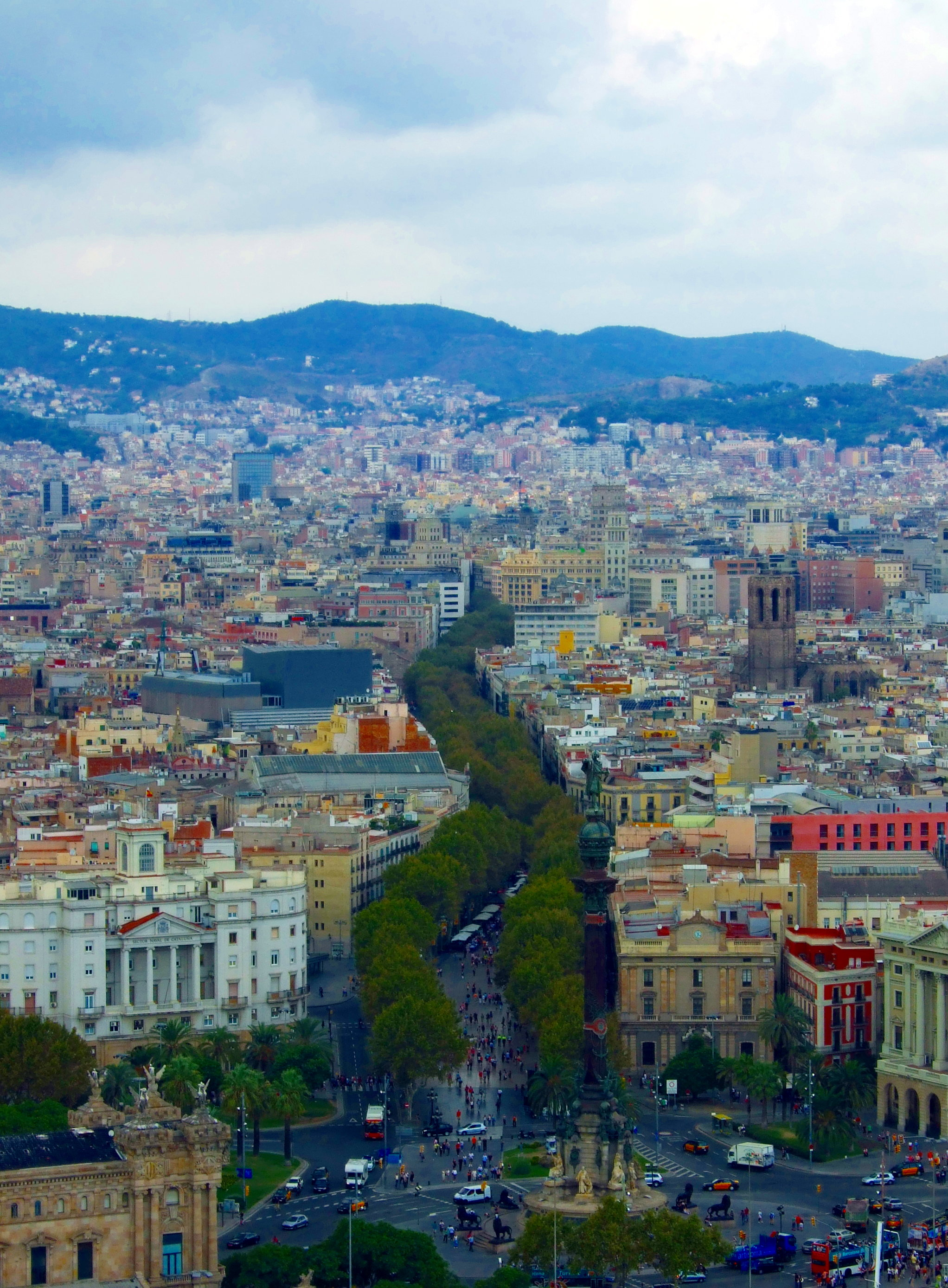
La Rambla aus der Luft
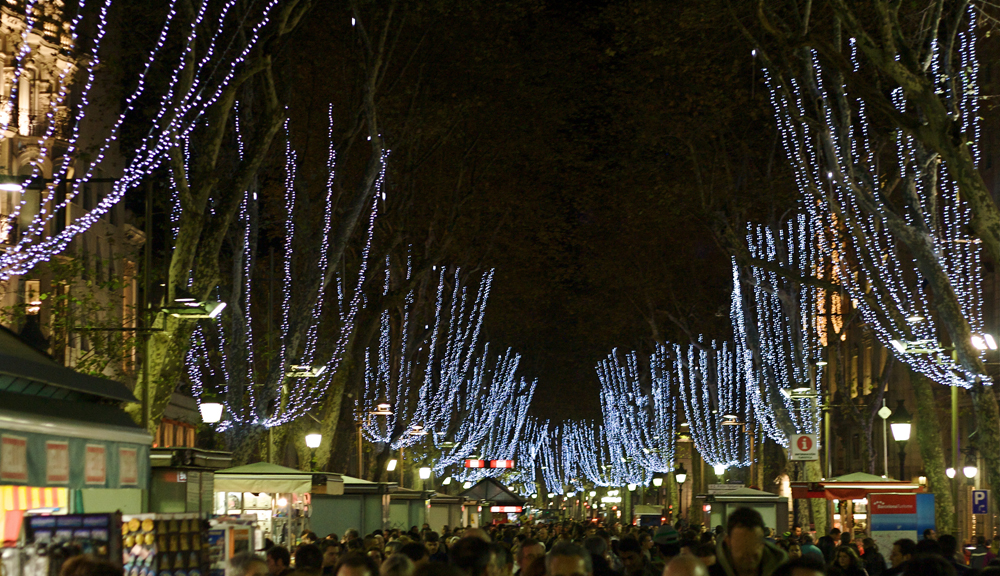
La Rambla mit Weihnachtsbeleuchtung